# Jack Cope
Jack Cope (n. 3 iunie 1913 - d. 1991) a fost un prozator sud-african de limba engleză.
Prin romanele sale, a susținut cauza populației zulu și a militat împotriva rasismului și colonialismului.

## Opera
- 1955: Casa frumoasă ("The Fair House");
- 1958: Grangurele auriu ("The Golden Oriole");
- 1959: Drumul spre Ystenberg ("The Road to Ystenberg");
- 1969: Zorii vin de două ori ("The Dawn Comes Twice");
- 1971: Omul care aduce ploaia ("The Rain-Maker");
- 1973: Africa pe care o cunoșteam ("The Africa We Knew").

Cope a fost fondator al magazinului cultural Contrast.